# Аерозольне пожежогасіння
Аерозольне пожежогасіння - це метод гасіння пожежі за допомогою використання хімічних сполук, що утворюються у процесі горіння аерозольної суміші. Такі хімічні сполуки мають потужні можливості по зменшенню вогнищ пожежі. Аерозольні системи під час розпилення аерозолю здійснюють скорочення поширення вогню на території. Це відбувається за рахунок прямої хімічної дії на джерело спалаху у момент його дії. Аерозоль здійснює припинення горіння локалізуя процес горіння матеріалів і об'єктів що піддаються горінню.
Аерозольне пожежогасіння передбачає процес припинення горіння шляхом введення у зону займання суспензії горючих частинок. Аерозольні суспензії на пряму не гасять полум'я, а ліквідують хімічні каталізатори горіння. Це відбувається шляхом зниження температури та відсотка кисню у зоні вогню. Джерелом суспензій є спеціальний електронний пристрій під назвою генератор вогнегасних аерозолів (ГВА), який розпилює протипожежний склад прямо у полум'я пожежі .
Всі пожежні аерозолі, незалежно від хімічного складу, діють по аналогічному принципу. Пожежна аерозольна суміш містить у собі спеціальні хімічні речовини. В наслідок їх згорання виникає гарячий струмінь змішаних газів та твердих часток. Такий гарячий струмінь володіє активними властивостями зупинення процесу горіння. Гасіння відбувається внаслідок ліквідації ланцюгових реакцій у епіцентрі спалаху .
За допомогою аерозольного пожежогасіння не можна гасити схильні до самозаймання речовини з волокнистою, сипучою або пористою структурою. Серед таких речовин можуть бути пірофорні гідриди і порошки металів, а також активні метали, такі наприклад як натрій або калій. Також аерозольним способом гасіння не можна гасити матеріали з полімерною структурою, хімічні речовини та їх сполуки, які можуть тліти (горіти) без припливу повітря
.